# Bojan Bizjak
Bojan Bizjak - Zakawski, slovenski pesnik in pisatelj, * 22. februar 1959, Predmeja.

## Življenjepis
Osnovno šolo je začel obiskovati na Predmeji, a je bil zaradi slabovidnosti napoten v Zavod za slepo in slabovidno mladino v Ljubljani, nakar bil spet prešolan na osnovno šolo na Otlici. V Mariboru je dokončal srednjo kmetijsko šolo, kasneje v Ljubljani študiral agronomijo, filozofijo, psihologijo in primerjalno književnost, vendar ni nobenega študija dokončal, ker je imel kar nekaj zaposlitev, kasneje se je vrnil v Ajdovščino, delal na lokalnem radiu, v begunskem centru, na javnih delih ...
V literaturo je vstopil v osemdesetih dvajsetega stoletja, ko je začel objavljati v Kmečkem glasu (romana Hruška, kot podlistek in kratke zgodbe,) kasneje pa v literarnih revijah, Mentor, Dialogi, Primorska srečanja, Apokalipsa, na spletnem portalu Locutio, bil je gost oddaje Zgodnja dela, kamor ga je povabila kritičarka Vanesa Matajc. Kritika predvsem poudarja njegovo jezikovno inovativnost in spretno nizanje fragmentov v romanih, kjer zgodbe uspešno zaplete in odplete. Vsa njegova dela imajo močno socialno noto in mestoma tudi filozofska razpredanja, v pesništvu pa je predvsem predan liričnemu odslikovanju stanj subjektivnih občutij in iskanju ritma upovedovanja. Sedaj živi in dela v Ajdovščini.
Poleg literature pa se znajde tudi za fotografsko kamero, saj je imel že nekaj uspešnejših promocij in občasno razstavlja, vendar zaradi močne slabovidnosti to polagoma opušča.

## Knjižna dela

#### Pesniške zbirke
- Tihoba -  Aristos, 1999 (COBISS)
- Jutrice - Društvo Wada, 2002 (COBISS)
- Veter sanj -KATR, 2008 (COBISS)
- Tkivo časa - KATR, 2008 (COBISS)
- Nihaji juter - KATR, 2009 (COBISS)
- Zarodek časa - KATR,  2009 (COBISS)
- Nirvana poletja - VED, 2014
- Gori - Stella -2019
- Svetloba - Založba dlan - 2024
- Skrivnost  - samozaložba -1993

#### Kratka proza
- Besedovanja - Aristos, 2001 (COBISS)
- Tkivo časa - KATR, 2008 (COBISS)
- Iskanja - KATR, 2009 (COBISS)
- Kaplje časa - KATR, 2009 (COBISS)
- Prah časa - VED,  2012 (COBISS)
- Dotik neba -VED, 2014
- Šepet tišine -  VED, 2015
- Rezine pomladi -  VED 2017
- Zalužani   - Primus 2018
- Usihanja - Stella, 2020
- Tri Hiše- Stella 2023
- Šepetanja - Stella 2024
- Z gore, in pika - Založba Dlan 2024
- Veter v travah -  Založba Dlan, 2025

#### Romani
- Hruška - KATR, 2008 (COBISS)
- Skala - KATR, 2008 (COBISS)
- Še ene sanje - KATR, 2008 (COBISS)
- Pisma - KATR, 2009 (COBISS)
- Za ograjo - KATR, 2009 (COBISS)
- Koraki v megli - VED, 2010 (COBISS)
- Brihtanija  - VED, 2011 (COBISS)
- Poslušalec  - VED, ((COBISS/ID =263481600))
- Lipe  - VED, 2013 (( COBISS/ID = 265530880))
- Prihod  - VED, 2013
- Ujeto sonce - VED, 2015
- Bela vrata - VED, 2016
- Tam dol - Stella, 2017
- Vonj  denarja - Primus, 2019
- Vračanja - Primus 2020
- Jagode - Stella 2021
- Bonisimo - Primus 2021
- Tuje naročje - Primus 2022
- Lupine sonca - Primus 2023
- Veter obljub - Založba Dlan 2024
- Otok pozabe- Založba  Dlan 2024
- Smejoči angel - Založba Kulturni center Maribor 2024
- Pobeg -Založba Ekslibris 2024
- Vila  Ruj - Založba Devi - na 2024
- Pozabljena Dolina - Založba Kulturni center Maribor 2025

## Literarna teorija.
Kreativno pisanje - Primus, 2019